# Odd Eye Circle
Odd Eye Circle (hangul: 오드 아이 써클; zapis stylizowany: ODD EYE CIRCLE, w skrócie OEC) – południowokoreański girlsband, składający się z Kim Lip, JinSoul i Choerry.
Trio pierwotnie powstało jako podgrupa girlsbandu Loona w ramach ich przeddebiutowego projektu „Girl of the Month”. Zadebiutowało 21 września 2017 minialbumem Mix & Match. W styczniu 2023 roku ogłoszono, że członkinie Odd Eye Circle wygrały procesy sądowe przeciwko swojej poprzedniej wytwórni Blockberry Creative i rozwiązały kontrakty. Wkrótce potem, w marcu, ujawniono, że podpisały umowy na wyłączność z wytwórnią Modhaus, wraz HeeJin z Loona. Odd Eye Circle wznowiło działalność jako trio wraz z wydaniem drugiego minialbumu Version Up 12 lipca 2023.

## Historia

### Przed debiutem: Przedstawienie członkiń
11 maja 2017 ujawniono pierwszą członkinię Odd Eye Circle, Kim Lip. Zadebiutowała singlem Kim Lip 23 maja 2017. Kolejną ujawnioną członkinią była JinSoul, która wcześniej była zapowiedziana w teledysku Vivi do „Everyday I Need You”. JinSoul została oficjalnie ujawniona jako siódma członkini Loona 13 czerwca 2017. Następnie zadebiutowała swoim singlem JinSoul 26 czerwca 2017. 12 lipca 2017 ujawniono ostatnią członkinię, najmłodszą z Odd Eye Circle, Choerry. Zadebiutowała swoim singlem Choerry 28 lipca 2017. 

### 2017–2022: Debiut zMix & Match
Teaser zatytułowany „Reveal” został wydany 30 sierpnia 2017. Teaser ujawnił „Odd Eye Circle” jako nazwę podgrupy.  
17 września ukazał się zwiastun zapowiadający ich główny utwór „Girl Front”.  Dzień później, 18 września, ukazała się zapowiedź minialbumu Mix & Match. Podgrupa oficjalnie zadebiutowała 21 września 2017 wraz z wydaniem minialbumiu Mix & Match oraz teledysku do „Girl Front”. Swój pierwszy występ miała w programie muzycznym Mnet, M Countdown. 23 września wraz z teledyskiem ukazała się angielska wersja piosenki „Loonatic” minialbumu z Mix & Match.  
31 października ukazał się repackage minialbumu Mix & Match, zatytułowany Max & Match, z dodanirm dwóch utworów i nowego głównego singla „Sweet Crazy Love” wraz z teledyskiem.

### 2023–teraz: Powiązanie z Modhaus
13 stycznia 2023 Odd Eye Circle wraz z Heejin rozwiązały swoje kontrakty z Blockberry Creative.
17 marca podpisały umowy na wyłączność z Modhaus. 27 marca Modhaus ponoć złożyło wniosek o zarejestrowanie znaku towarowego o nazwie Odd Eye Circle. 15 kwietnia Modhaus przedstawiło je jako część swojego projektu ARTMS, wraz z Heejin. Odd Eye Circle zostało ogłoszone jako część projektu ARTMS, ujawniając indywidualne zwiastuny członkiń Version Up od 15 do 17 czerwca. 
19 czerwca Modhaus ogłosiło, że comeback nastąpi 12 lipca. Zapowiedziano również, że wraz z wydaniem minialbumu grupa wyruszy w sierpniu w trasę koncertową po Europie. 29 czerwca Modhaus potwierdziło, że Version Up będzie tytułem ich nowego minialbumu. 5 lipca opublikowano listę utworów z Version Up, ujawniając „Air Force One” jako główny utwór. 12 lipca, po wydaniu minialbumu i teledysku do jego głównego utworu, Odd Eye Circle zorganizowało również prezentację w Yes24 Live Hall. 

## Członkinie
| Pseudonim   | Pseudonim | Prawdziwe imię | Prawdziwe imię | Data urodzenia  | Pozycje                                  |
| Latynizacja | Hangul    | Latynizacja    | Hangul         | Data urodzenia  | Pozycje                                  |
| ----------- | --------- | -------------- | -------------- | --------------- | ---------------------------------------- |
| Kim Lip     | 김립      | Kim Jung-eun   | 김정은         | 10 luty 1999    | liderka, wokalistka, tancerka            |
| JinSoul     | 진솔      | Jeong Jin-sol  | 정진솔         | 13 czerwca 1997 | raperka, wokalistka                      |
| Choerry     | 최리      | Choi Ye-rim    | 최예림         | 4 czerwca 2001  | wokalistka, tancerka, wokalistka, maknae |

## Dyskografia

### Minialbumy
| Rok  | Dane dot. albumu                                                                                                   | Najwyższa pozycja | Najwyższa pozycja | Sprzedaż      |
| Rok  | Dane dot. albumu                                                                                                   | KOR               | US World          | Sprzedaż      |
| ---- | --- | ----------------- | ----------------- | ------------- |
| 2017 | Mix & Match - Wydany: 21 września 2017 - Wytwórnia: Blockberry Creative - Formaty: CD, digital download, streaming | 16                | 10                | - KOR: 7 869  |
| 2023 | Version Up - Wydany: 12 lipca 2023 - Wytwórnia: Modhaus - Formaty: CD, digital download, streaming                 | 6                 | –                 | - KOR: 70 263 |

### Repackage
| Rok  | Dane dot. albumu | Najwyższa pozycja | Najwyższa pozycja | Sprzedaż      |
| Rok  | Dane dot. albumu | KOR               | US World          | Sprzedaż      |
| ---- | --- | ----------------- | ----------------- | ------------- |
| 2017 | Max & Match - Wydany: 31 października 2017 - Wytwórnia: Blockberry Creative - Formaty: CD, digital download, streaming | 7                 | 11                | - KOR: 11 136 |

### Single
| Rok  | Tytuł                     | Najwyższa pozycja | Najwyższa pozycja | Album       |
| Rok  | Tytuł                     | KOR Down.         | US World          | Album       |
| ---- | ------------------------- | ----------------- | ----------------- | ----------- |
| 2017 | „Girl Front”              | –                 | –                 | Mix & Match |
| 2017 | „Loonatic” (English ver.) | –                 | –                 | Mix & Match |
| 2017 | „Sweet Crazy Love”        | –                 | 15                | Max & Match |
| 2023 | „Air Force One”           | 60                | –                 | Version Up  |

## Filmografia

### Teledyski
| Rok  | Tytuł              | Reżyser                     | Przypisy |
| ---- | ------------------ | --------------------------- | -------- |
| 2017 | „Girl Front”       | Digipedi                    | [ 34 ]   |
| 2017 | „Sweet Crazy Love” | Digipedi                    | [ 35 ]   |
| 2023 | „Air Force One”    | Chung Ki Youl (Postpattern) | [ 36 ]   |